# جئونگ یون کیونگ
جئونگ یون کیونگ (انگلیسی: Jeong Eun-kyeong؛ زادهٔ ۹ ژوئیهٔ ۱۹۶۵) سیاست‌مدار اهل کره جنوبی است.
وی همچنین برندهٔ جوایزی همچون ۱۰۰ زن بی‌بی‌سی شده‌است.